# Esquirol de Douglas
L'esquirol de Douglas (Tamiasciurus douglasii) és una espècie de rosegador de la família dels esciúrids. Viu a Cascàdia a la costa occidental de Nord-amèrica. S'alimenta de brots de coníferes, l'escorça d'arbres, vegetació verda, fruita, baies, pinyons, saba, fongs i núcules. Els seus hàbitats naturals són els boscos d'avets, pícees, pins o apiàcies. És una espècie en risc mínim, és a dir, no sembla que hi hagi cap amenaça significativa per a la seva supervivència.
L'espècie fou anomenada en honor del botànic i viatger escocès David Douglas.